# Himantopus
Himantopus es un género de aves caradriformes de la familia Recurvirostridae cuyas especies son comúnmente conocidas como cigüeñuelas.

## Taxonomía
Hay cierta controversia respecto al número de especies de este género, su consideración como subespecies o su separación en géneros. Aquí se ha seguido el criterio de BirdLife International.

### Especies
El género contiene cinco especies:
- Himantopus himantopus Linnaeus, 1758  - cigüeñuela común;
- Himantopus leucocephalus Gould, 1837  - cigüeñuela australiana;
- Himantopus mexicanus Statius Muller, 1776 - cigüeñuela cuellinegra;
- Himantopus melanurus Vieillot, 1817 - cigüeñuela de cola negra;
- Himantopus novaezelandiae Gould, 1841  - cigüeñuela negra.